# HMS Defence (1861)
HMS Defence – brytyjska fregata pancerna typu Defence, która weszła do służby w Royal Navy w 1861 roku. Okręt został wycofany z czynnej służby w 1885 roku.

## Projekt i budowa
W odpowiedzi na francuski program zbrojeń na morzu, którego elementem była m.in. pierwsza w świecie fregata pancerna "La Gloire", Royal Navy zamówiła nowe okręty, które swoimi parametrami miały przewyższać konstrukcję francuską. Główną częścią programu były duże fregaty pancerne typu Warrior; HMS „Warrior” i HMS „Black Prince”. Dodatkowo w 1859 roku zamówiono dwie mniejsze fregaty pancerne typu Defence. Pod względem konstrukcyjnym nowe okręty były pomniejszoną wersją fregat typu Warrior, z kadłubem krótszym o 39 metrów, mniejszą mocą siłowni okrętowej i słabszym uzbrojeniem. Budowa pierwszego okrętu tego typu, HMS „Defence” rozpoczęła się w stoczni Palmers w Jarrow w grudniu 1859 roku. Wodowanie miało miejsce 24 kwietnia 1861 roku, wejście do służby 2 grudnia 1961 roku.

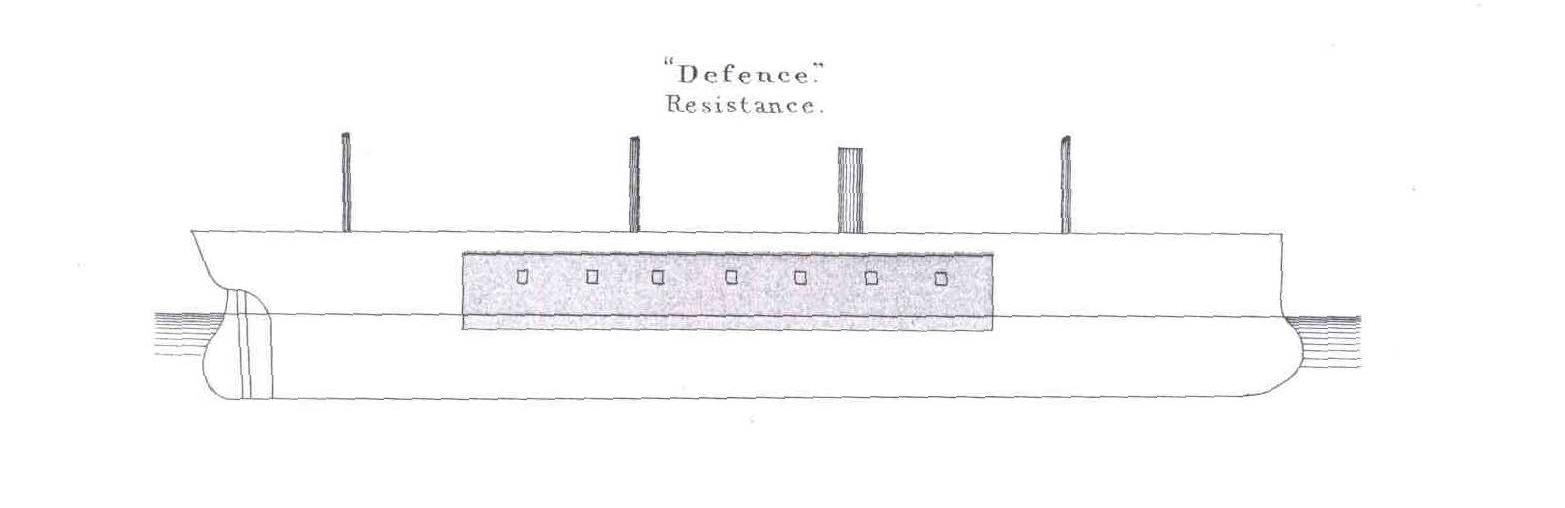
Rozmieszczenie pasa pancerza na HMS „Defence”

Uzbrojenie główne początkowo miało stanowić 18 gładkolufowych, ładowanych odprzodowo dział 68-funtowych. Ostatecznie okręt ukończono z uzbrojeniem składającym się z dziesięciu dział 68-funtowych uzupełnionych przez nowo opracowane działa odtylcowe; osiem dział 110-funtowych i pięć dział kalibru 127 mm. Podczas modernizacji przeprowadzonej w latach 1866-1868, zrezygnowano z niedopracowanych dział odtylcowych na sprawdzone gwintowane działa odprzodowe, dwa kalibru 203 mm i 14 kalibru 178 mm.
Opancerzenie składało się z pasa z płyt pancerza żelaznego grubości 114 mm na podkładce drewnianej grubości 457 mm, na śródokręciu. Pas miał długość 42,7 m (140 stóp) i ochraniał głównie stanowiska baterii i siłownię.

## Służba
Po wejściu do służby okręt do 1866 roku wchodził w skład Floty Kanału działającej w rejonie kanału La Manche. W 1868 roku na okręcie zakończył się trwający dwa lata remont, podczas którego m.in. zmodernizowano jego uzbrojenie. Po zakończeniu modernizacji okręt działał głównie w rejonie kanału La Manche i Morza Śródziemnego . Okręt wykonywał misje na morzu do 1885 roku. W 1898 roku imię okrętu zmieniono na „Indus”. W 1922 roku przekształcony w pływający magazyn. W 1935 roku został sprzedany na złom.